# Nigelle cultivée
Nigella sativa
Pour les articles homonymes, voir Cumin noir et Cumin (homonymie).
Espèce

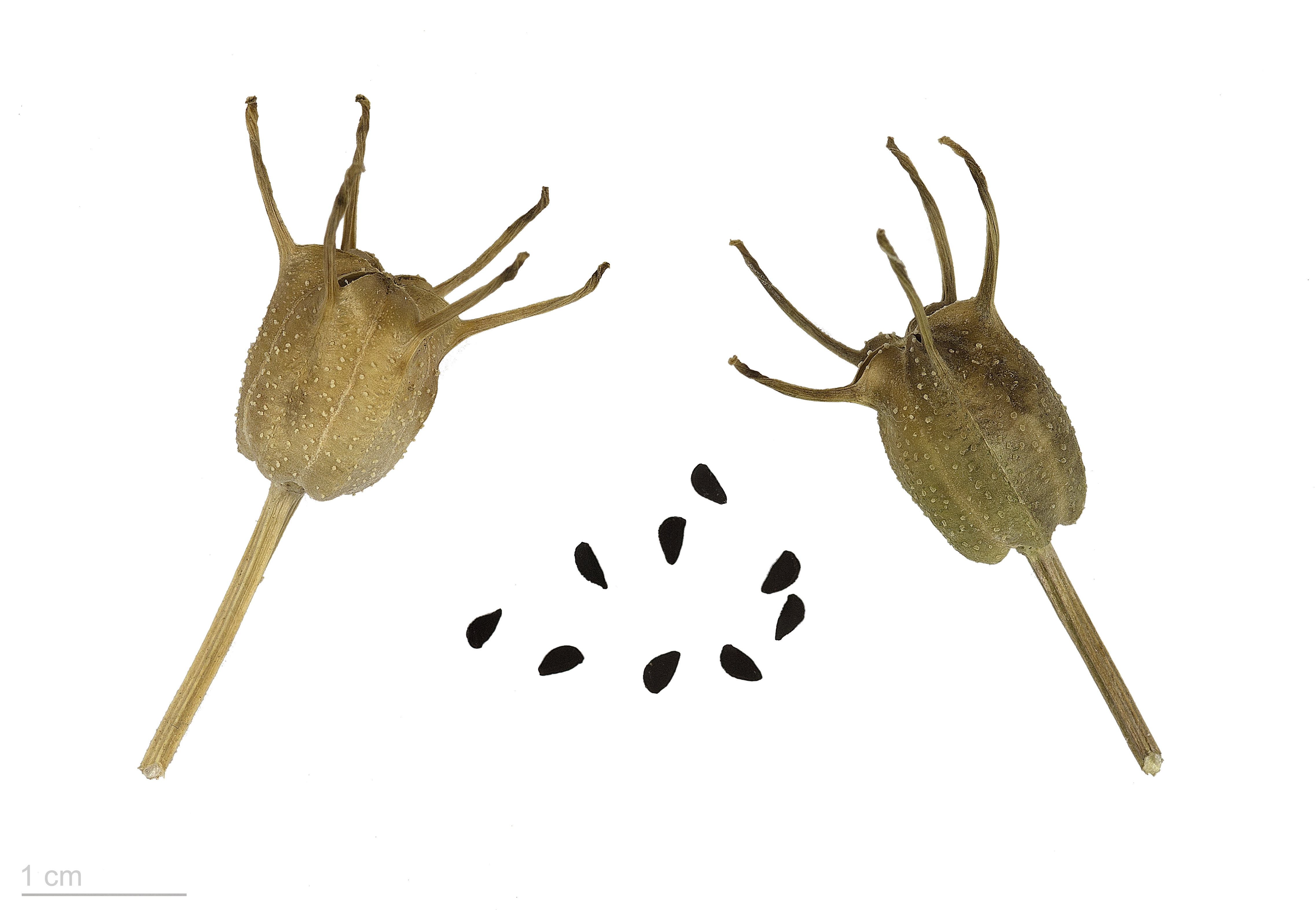
Nigella sativa au Muséum de Toulouse.

La nigelle cultivée (Nigella sativa L. 1753) ou cumin noir est une espèce de plante annuelle de la famille des Renonculacées originaire du sud-ouest de l'Asie. Les graines sont utilisées comme remède traditionnel ou comme épice dans de nombreux pays du monde (particulièrement dans le monde musulman).
Synonymes : Herbe aux épices, Cheveux de Vénus, Barbe des Capucins, patte d'Araignée, Cheveux d'ange, barbiche, cumin noir, graine bénite, herbe aux épices, Nigelle de Crète, Nigelle des dames, Nigelle des jardins, patte d’araignée, poivret ou poivrette,.
Elle fait partie des plantes dont la culture est recommandée dans les domaines royaux par Charlemagne dans le capitulaire De Villis (fin du VIIIe ou début du IXe siècle).

## Étymologie
Le terme nigelle est emprunté au bas latin nigella, féminin substantivé du latin nigellus « noirâtre », dérivé diminutif de niger « noir », d'après la couleur des graines. Le nom d'espèce sativa vient du latin et signifie « cultivé ».

## Description

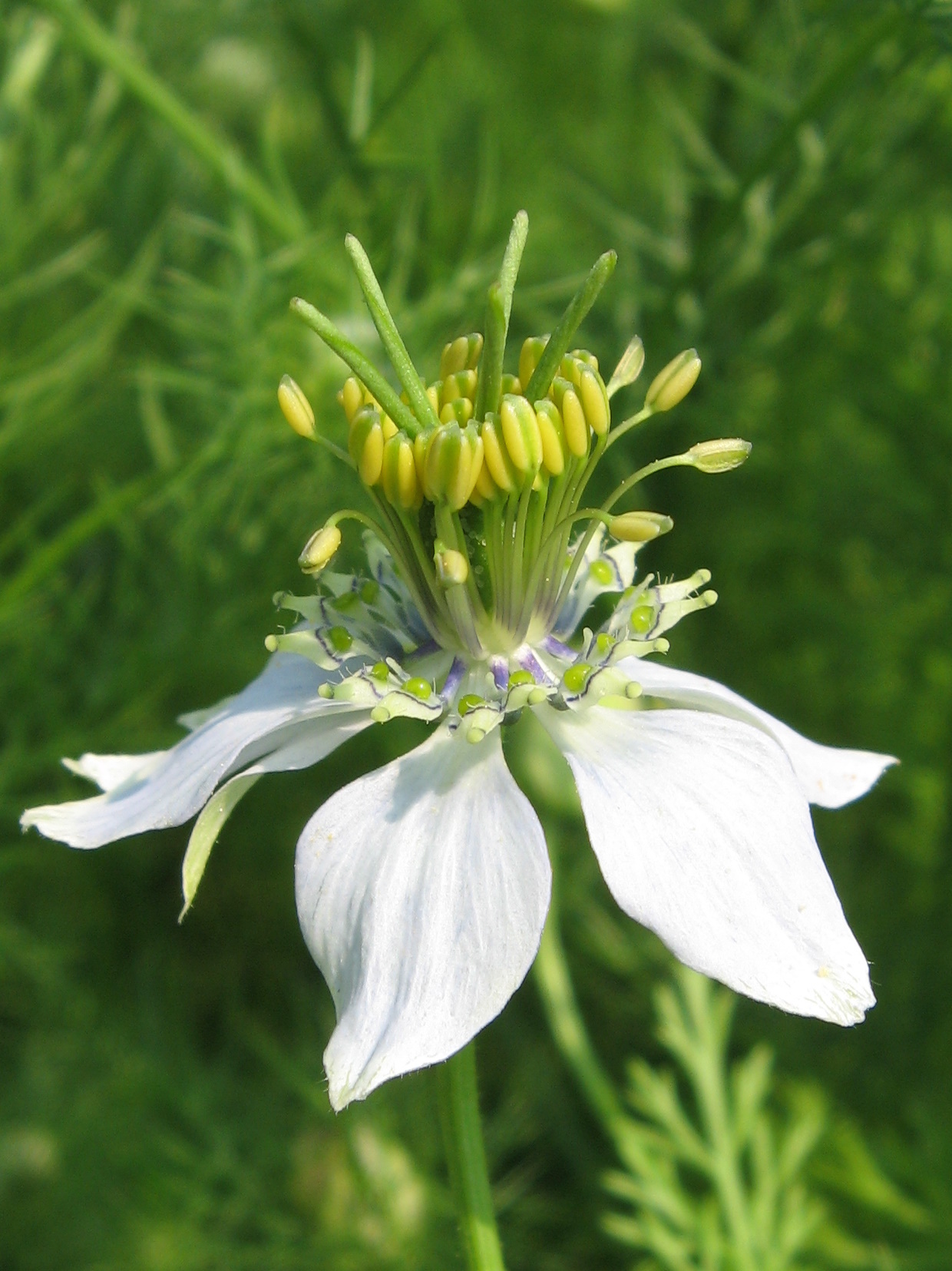
Nigella sativa, cinq grands sépales blancs et pas d'involucre.

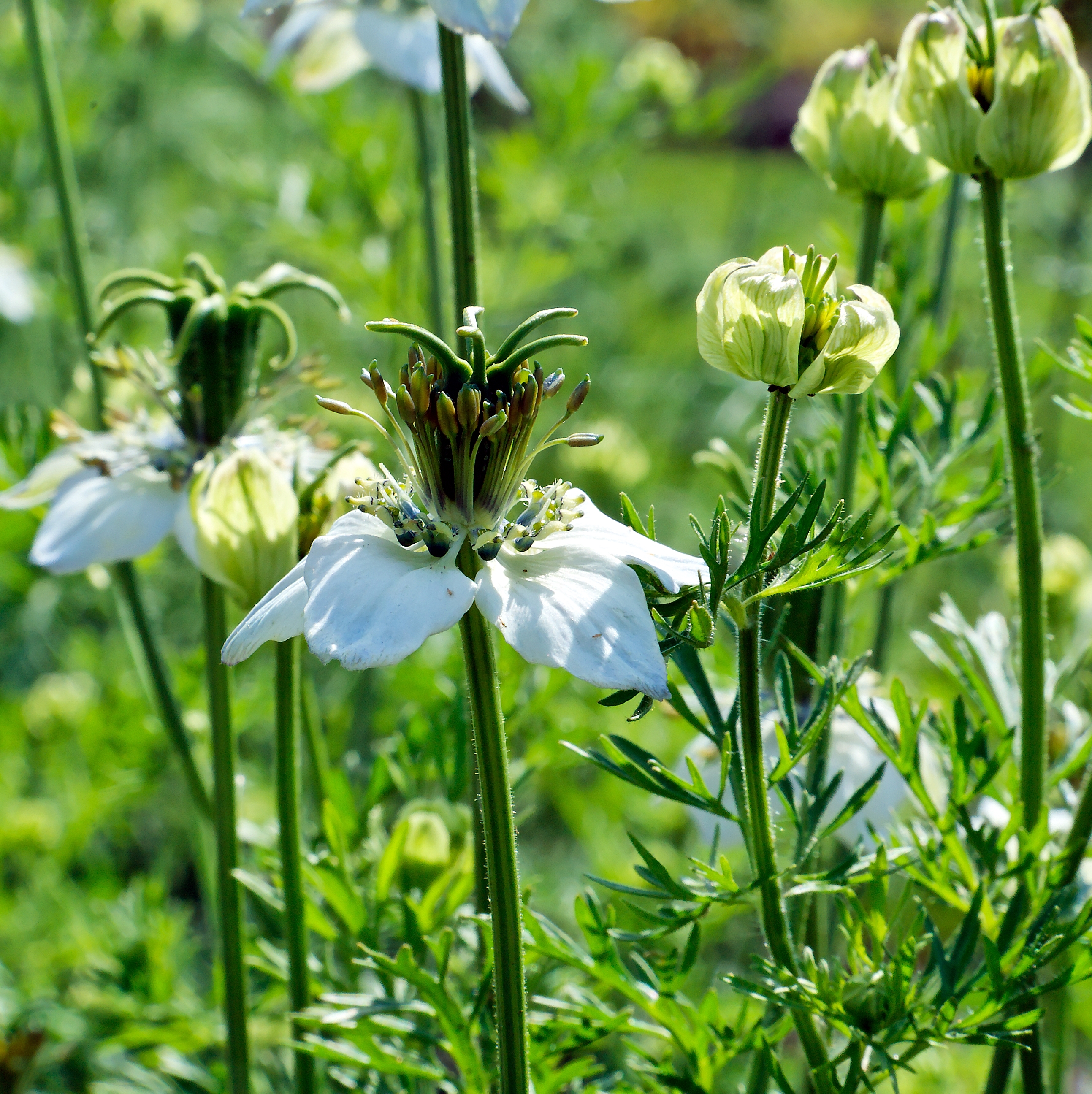
Nigella sativa, les styles se recourbent à maturité.

Nigella sativa est une plante herbacée, annuelle, à tige dressée qui peut atteindre 60 cm de hauteur.
Ses feuilles basales et caulinaires sont « multifides », c'est-à-dire finement divisées en petites lanières courtes ressemblant à des pattes d'araignée (d'où l'un de ses surnoms « Patte d'Araignée »).
Les fleurs sont délicates, et souvent de couleur bleu pâle et blanc, avec cinq à dix pétales, suivant les variétés. Elles peuvent être de différentes couleurs du bleu sombre ou clair en passant par le rose jusqu'au blanc.
La fleur dans sa forme sauvage est solitaire, généralement terminale et sans involucre. Elle se compose de  :
- cinq sépales persistants, libres et pétaloïdes, blanchâtres à bleu pâle, se rétrécissant brusquement en un onglet allongé
- cinq à huit pétales libres, beaucoup plus petits que les sépales et beaucoup moins apparents, chacun de la forme d'un cornet bilabié caractéristique, nectarifères, portant à leur sommet deux petits renflements arrondis jaune verdâtre
- de nombreuses étamines libres, insérées en spirale sur le réceptacle floral
- un ovaire supère formé de cinq carpelles soudés entre eux jusqu'à la base des styles, persistants

Elle fleurit en juin-juillet.
Le fruit est une grande capsule gonflée composée de  cinq follicules réunis sur toute leur longueur, chacun contenant de nombreuses graines. Les graines triangulaires, deviennent noires pendant le mûrissement. Elles mesurent de 2,5 à 3 mm et présentent trois angles avec une face supérieure finement granuleuse, ressemblant un peu aux graines de la nigelle des champs.
Nigella sativa se distingue de N. damascena, très commune dans les jardins, par l'absence de feuilles multifides réunies en involucre immédiatement autour de la fleur puis du fruit (voir la double illustration en haut de la boîte taxonomique à droite).

## Écologie

### Répartition
En France, Nigella sativa est rarement naturalisée dans les champs. Sa répartition mondiale s'étend des régions méditerranéennes de l'Europe du Sud et de l'Afrique du Nord au Proche-Orient. Cultivée comme épice, il est difficile de dire de quelle région précisément elle est indigène.

### Culture
Elle est cultivée pour ses graines aromatiques dans les régions méditerranéennes (particulièrement en Turquie et Syrie), en Asie occidentale jusqu'au Pakistan et en Inde, en passant par l'Arabie saoudite, le Soudan et l’Éthiopie. Les graines de nigelle sont consommées comme épice ou comme remède de médecine traditionnelle. Une huile obtenue par première pression à froid est très largement utilisée depuis des siècles en applications externes comme antiseptique.

### Pratique culturale
Le semis des graines se fait sous une exposition ensoleillée directement en place au printemps après que tout danger de gelées soit écarté ou en septembre. Semer à la volée assez clair et éclaircir tous les 15 à 20 cm. La germination se fait sous trois à quatre semaines. La nigelle est une plante peu exigeante mais qui ne supporte pas d'être dérangée.
Elle se ressème d'elle même d'une année sur l'autre si on laisse les graines sur la plante.

## Composition chimique
Les graines de nigelle cultivée contiennent des lipides, protéines, acides aminés, glucides (ou extrait non azoté, ENA), et des métabolites secondaires en quantité bien moins grande : terpénoïdes, polyphénols, alcaloïdes, acides organiques, tanins, des saponines, mucilage, des fibres et des vitamines.
Ces métabolites secondaires ne participent pas directement au développement de la plante mais jouent un rôle de protection contre les attaques d'herbivores ou de pathogènes et améliorent l'efficacité de la reproduction. Ce sont ces composés qui sont recherchés par l'homme pour leurs activités pharmacologiques.
| Composition des graines de Nigella sativa (valeur nutritive pour 100 g, d'après Sultan et al) |                          |                   |
| eau : 6,46 g                                                                                  | cendres totales : 4,20 g | fibres : 6,03 g   |
| protéines : 22,80 g                                                                           | lipides : 31,16 g        | glucides: 29,36 g |
| oligo-éléments                                                                                |                          |                   |
| potassium : 808 mg                                                                            | phosphore : 543 mg       | calcium : 570 mg  |
| magnésium : 265 mg                                                                            | sodium : 17,6 mg         | fer : 9,70 mg     |

Les graines de cumin noir contiennent une forte teneur en huile grasse (31 %) constituée d'ester du glycérol des acides linoléique, oléique et palmitique. Avec en outre, des phospholipides, glycolipides, tocophérols, stérols et surtout les dérivés phénoliques actifs que sont la thymoquinone, la thymohydroquinone, et le thymol.
Ces données indiquent que les graines de cumin noir ont une bonne valeur nutritive. Elles se signalent par une teneur en potassium importante et des teneurs intéressantes en phosphore, zinc et fer.
Les teneurs en vitamines B sont aussi intéressantes, notamment en vitamine B1 (avec 100 % des AQR, Apports Quotidiens Recommandés aux États-Unis), en vitamine B3 (avec 28 % des AQR) et en vitamine B6 (15 % des AQR).

### Les saponosides
Les saponosides forment une classe particulière de terpénoïdes constituée d'hétérosides de triterpènes (ou de stérols). Solubles dans l'eau, ils libèrent par hydrolyse un ou plusieurs oses et une génine (ou aglycone), en formant une solution moussante. La première saponine de Nigella sativa fut isolée au XIXe siècle (par Greenisch 1882) et nommée mélanthine. Son aglycone est l'hédéragénine (en). Depuis plusieurs autres saponosides apparentées à l'α-hédérine ont été isolées.
Ainsi les graines de nigelle renferment plusieurs saponosides dont la génine est toujours l'hédéragénine, liée à deux, trois ou six sucres.

### Les composés phénoliques
Comme beaucoup de renonculacées, la nigelle cultivée est riche en flavonols. Plusieurs flavonols triglycosylés ont été isolés :
1. quercétine 3-glycosyl (1→2) galactosyl (1→2) glucoside
2. kæmpférol 3-glycosyl (1→2) galactosyl (1→2) glucoside
3. quercétine 3-(6-feruloglucosyl) (1→2) galactosyl (1→2) glucoside.

ainsi que des flavonol monoglycosides :
1. quercétine 3-glucoside
2. kaempférol 3-glucoside
3. quercétine 3-rutinoside (rutine).

Il a été trouvé aussi de nombreux acides phénols et flavonoïdes.
L'analyse du contenu phénolique par chromatographie RP–HPLC a révélé que lʼacide vanillique est le composé majeur dans les parties aériennes et les racines, présentant des teneurs respectives de 143,21 et 89,94 mg par 100 g de matière sèche.
| ACIDES PHENOLS                                                                      |                                                                                                  |
| ACIDES HYDROXYBENZOIQUES acide gallique, acide vanillique, acide p-hydroxybenzoïque | ACIDES HYDROXYCINNAMIQUES acide paracoumarique, acide trans-2-hydroxycinnamique, acide férulique |

| FLAVONOIDES                                                                                     |                                           |                                                                                     |
| \| FLAVANOLS \| \| --------------------------------- \| \| épicatéchol, catéchol (catéchine) \| | FLAVONE apigénine, amentoflavone, flavone | FLAVONOLS quercétol, kaempférol HETEROSIDES DE FLAVONOLS quercétine 3-glucoside ... |
| FLAVANOLS                                                                                       |                                           |                                                                                     |
| épicatéchol, catéchol (catéchine)                                                               |                                           |                                                                                     |

| FLAVANOLS                         |
| --------------------------------- |
| épicatéchol, catéchol (catéchine) |

### Les alcaloïdes
Les alcaloïdes sont des substances présentant un caractère alcalin et contenant un hétérocycle azoté. Certains présentent des activités psychoactives pouvant mener à des thérapies. Ils peuvent parfois être toxiques. Les études sur la Nigelle cultivée étant récentes, peu d'informations sont disponibles. Elle est en revanche consommée par les humains depuis des milliers d'années et de nombreux peuples l'ont incluse dans leur culture culinaire et médicinale.
Les principaux alcaloïdes extraits des graines sont : la nigellicine (à noyau indazole (en)), la nigellimine (une isoquinoléine) et sa dérivée la nigellimine N-oxyde, la nigellidine (un indazole). Enfin huit alcaloïdes diterpéniques type-dolabellane ont été mis en évidence sous le nom de nigellamine A1, A2, A3, A4, B1, B2, C.

### L'huile essentielle
L'huile essentielle de nigelle s'obtient par distillation à la vapeur d'eau de l'huile végétale obtenue par première pression à froid. Sa composition peut varier énormément suivant les pratiques culturales de la plante et les conditions environnementales. On obtient entre 0,4 et 0,5 % d'huile essentielle à partir des graines.
Il est généralement considéré que la fraction lipophile des graines est responsable des activités pharmacologiques des graines. L'analyse de l'huile essentielle par chromatographie en phase gazeuse GC-MS des graines de Nigella sativa tunisiennes a révélé 30 composés aromatiques. Les plus importants sont des terpénoïdes comme :
le p-cymène (43,58 %), l'α-pinène (13,75 %), le limonène (2,55 %), le carvacrol (2,53 %) et la thymoquinone (1,65 %).
La présence de thymohydroxyquinone, de thymol et de produits d'oxydation de la thymoquinone est également signalée. La proportion des composés peut varier considérablement suivant le lieu de récolte. Ainsi, une étude autrichienne donne l'analyse suivante : p-cymène (38 %), thymoquinone (30 %), carvacrol (5-11 %), α-pinène (5-14 %), β-pinène (5 %), limonène (4 %).
Dans une étude de graines provenant d'un marché local de Téhéran, c'est le trans-anéthole (38,3 %) qui est le constituant principal suivi parle p-cymène (14,8 %). Il s'ensuit que chacune de ces nigelles aura une odeur totalement différente.

## Histoire
Depuis la plus haute antiquité, les peuples du Proche-Orient connaissent et apprécient la Nigella sativa comme assaisonnement et plante médicinale.
- Babylone : les sources babyloniennes anciennes renvoient à diverses plantes servant à aromatiser la nourriture. Bien que l'identification soit particulièrement difficile, l'épice zibûm a été identifiée comme Nigella sativa[18].
- Égypte antique: les premiers témoignages de la culture de la nigelle dans l’Égypte antique datent du XIVe siècle avant notre ère. Les couronnes florales déposées sur la momie du roi Toutânkhamon attestent la culture de la nigelle[19]. L'huile de cumin noir était connue des pharaons et était réputée avoir des vertus calmantes, régénérantes, vitalisantes[20].
- Monde gréco-romain. Le cumin noir (mélanthium) fait partie des nombreuses plantes utilisées par Hippocrate (tome VII, La nature de la femme[21]) dans ses préparations. Au Ier siècle, Pline indique que la nigelle (qu'il nomme git), « appelée par les Grecs tantôt mélanthium tantôt mélaspermon, ... guérit les fluxions nasales, pilée, mise dans un linge et respirée ; les maux de tête, en lotion dans du vinaigre... On en recueille le suc comme celui de la jusquiame et, comme lui, pris à trop forte dose, il est un poison, ce qui est étonnant, puisque la graine est même un assaisonnement très agréable du pain » (HN, livre XX[22], &182-183).
- Elle fait partie des plantes dont la culture est recommandée dans les domaines royaux par Charlemagne dans le capitulaire De Villis (fin du VIIIe ou début du IXe siècle).
- Avicenne, le médecin persan du Xe siècle, dans son ouvrage « Le Livre de la Loi concernant la médecine » (Kitab Al Qanûn fi Al-Tibb) indique de nombreuses utilisations de la nigelle[6] (ou chounèse), comme le traitement des verrues et du vitiligo ou en cas de grippe, l'application de la graine broyée sur le front du malade, etc.

## Utilisations

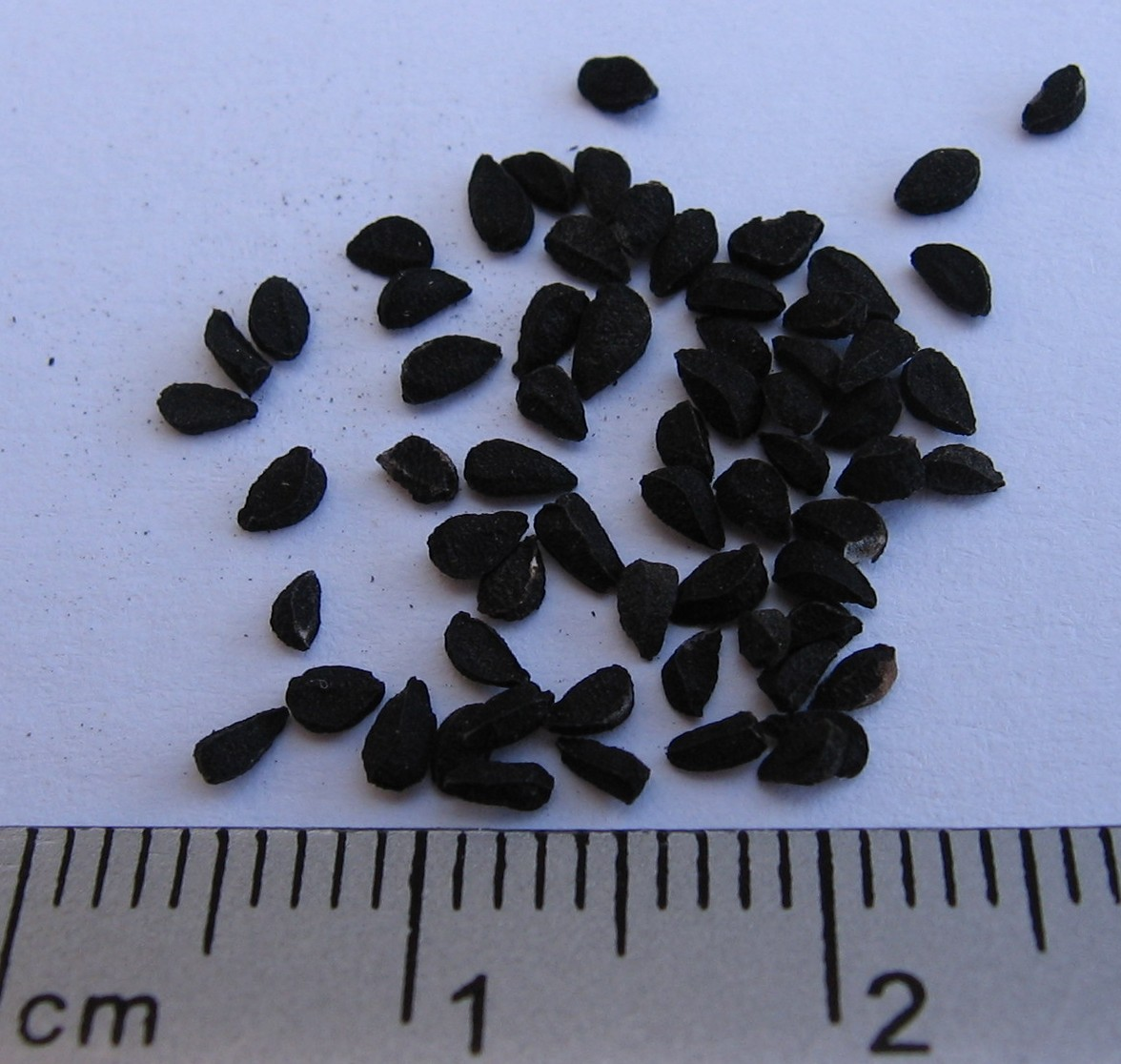
Graines de nigelle cultivée, le cumin noir.

### Usages culinaires
Le cumin noir a une forte saveur, piquante et poivrée. Il est utilisé dans la cuisine orientale pour saupoudrer le pain traditionnel, le naan, les pâtisseries, les plats sucrés, les fromages et les soupes.
En Inde dans le Bengale, et au Bangladesh, le cumin noir entre dans les recettes de légumes secs et dans la composition d'épices comme le panch phoron (en), composé des cinq épices suivantes : cumin, fenouil, moutarde, fenugrec, nigelle. Au Maghreb, c'est dans la composition du ras el hanout, une épice traditionnelle à 24 ou 27 ingrédients, qu'on le trouve.

### Usages en médecine traditionnelle
Le cumin noir est très réputé dans le monde musulman. Rapportée dans deux Sahîhs et dans la médecine prophétique de Ibn Qayyim al-Jawziyya, une communication orale du prophète de l'Islam aurait indiqué à propos de la nigelle : « Utilisez la graine noire car elle guérit tous les maux, excepté la mort ». Fort d'une telle recommandation, on comprend qu'« elle soit considérée par les musulmans comme une des formes suprêmes des remèdes disponibles » suivant Ahmad et ses collaborateurs pharmacologues d'Inde et d'Arabie saoudite. « Ses nombreux usages ont valu à Nigella le titre arabe de habbatul barakah signifiant « graine bénie » ».
Les graines de nigelle servent à faire (en Égypte notamment,) une huile utilisée contre les problèmes de peau.
En médecine ayurvédique, le cumin noir, sous le nom de upakunchikaa, est utilisé comme stimulant, carminatif, diurétique, emménagogue, anthelmintique ainsi que dans le traitement des fièvres puerpérales. Les graines broyées sont appliquées sur les éruptions cutanées.

## Activités pharmacologiques
Depuis un siècle, de très nombreuses études ont été menées sur les propriétés pharmacologiques de Nigella sativa.

### Activités antioxydantes
Plusieurs études in vitro se sont intéressées à l'activité antioxydante de l'huile essentielle de nigelle. Ses monoterpènes (thymoquinone, carvacrol, t-anéthol et 4-terpinéol) possèdent une activité anti-radicalaire qui peut être mise en évidence par divers procédés,. Une étude comparative des graines de nigelle et de la plante de romarin (Rosmarinus officinalis) de leur capacité à prévenir l'auto-oxydation d'une huile végétale, a permis de montrer d'une part que la capacité antioxydante des extraits éthanoliques était supérieure aux extraits aqueux et d'autre part que la graine de nigelle a une capacité antioxydante supérieure à celle du romarin.
Une autre étude comparative de sept plantes médicinales sur la déformation des érythrocytes a mis en évidence la plus grande action protectrice du cumin noir (suivie de celle de l'ail Allium sativum) sur la dégradation érythrocytaire à la suite du stress oxydatif.
Les études in vivo de l'huile de nigelle ont montré son rôle protecteur contre l'hépatotoxicité induit par le tétrachlorométhane (CCl4). Le traitement de rats soumis à un régime alimentaire contaminé par l'aflatoxine (une mycotoxine très cancérigène), avec l'huile de nigelle, assure une protection significative contre l'hépato-néphrotoxicité et les altérations oxydatives induites.
Ces divers travaux nous indiquent que la graine de nigelle possède trois principes ayant une activité antioxydante :
- la thymoquinone,
- l'huile essentielle,
- et l'huile.

Ils confèrent à la graine une forte action hépatoprotectrice vis-à-vis du stress oxydatif occasionné par différentes substances.

### Activité anti-inflammatoire
Une étude a montré que l'huile essentielle et la thymoquinone avaient un effet anti-inflammatoire sur l’œdème de la patte du rat, comparable voire supérieur à celui de l'indométacine. La thymoquinone semble avoir l'action la plus puissante particulièrement par voie intrapariétale.

### Action sédative
Plusieurs études ont montré les effets sédatifs de l'huile, des extraits méthanoliques et aqueux et de la thymoquinone sur le système nerveux central.

### Contre l'hypertension
D'après une revue de la littérature :« Une réduction significative de la pression artérielle a été remarquée presque chez tous les patients ayant reçu N. sativa, ce qui indique que l'hypertension de stade 1 pouvait être gérée efficacement à l'aide de N. sativa et que les patients utilisant des médicaments antihypertenseurs conventionnels pouvaient ajouter N. sativa à leur régime comme adjuvant. thérapeutique, qui peut contribuer à réduire les effets indésirables des médicaments conventionnels par la réduction de leurs doses ».

### Contre le covid-19
Associée au miel, elle semble diminuer fortement les effets du virus sur le corps humain ainsi que la mortalité associée.

### Contre l'obésité
Elle semble avoir des effets importants contre l'obésité abdominale des hommes de 30 à 45 ans (3g/j),.

### Contre le diabète de type 2
Selon une revue systématique et une méta-analyse d'essais contrôlés randomisés, elle pourrait améliorer les paramètres cardiométaboliques en améliorant l'homéostasie du glucose et en atténuant la dyslipidémie, l'inflammation et le stress oxydatif chez les personnes atteintes de prédiabète et de diabète de type 2.

### Propriétés antitumorales
L'espoir de trouver une nouvelle substance antitumorale a motivé les très nombreuses études des propriétés cytotoxiques de la nigelle.
Le constituant principal, la thymoquinone, a manifesté une aptitude à inhiber les cellules cancéreuses in vitro et la croissance des tumeurs in vivo. La thymoquinone a un mode d'action comparable à certains médicaments chimiothérapeutiques : arrêt du cycle cellulaire en une phase donnée et induction de l'apoptose. Mais de nombreuses études sont encore nécessaires pour éventuellement valider cet effet chez l'homme.
Elle a aussi expérimentalement montré des activités neuroprotectrices chez la souris et  gastroprotectrices chez le rat, ainsi qu'un effet protecteur (chez la souris) contre les dommages du foie face à l'infection par un Schistosoma  (Schistosoma mansoni) .

### Propriétés antibactériennes et antifongiques
L'huile essentielle et la thymoquinone inhibent in vitro la croissance de nombreux germes. En particulier, les souches bactériennes commensales ou pathogènes de la flore cutanée sont bien inhibées par la thymoquinone. Celle-ci inhibe aussi différents champignons opportunistes de la peau et quelques dermatophytes.
Il existe un usage traditionnel de l'huile ou des graines broyées de nigelle, en application externe, pour traiter certaines affections cutanées. Reste à savoir si leur concentration en thymoquinone est suffisante pour avoir un effet antifongique.

## Toxicologie
Les graines de nigelle sont largement consommées comme épice et comme plante médicinale, il importe donc de savoir que :
- La toxicité de la nigelle est pratiquement nulle en ce qui concerne la consommation des graines, de l'huile ou de l'extrait aqueux.
- Seules la thymoquinone et l'huile essentielle possèdent une toxicité chez la souris en injection intrapéritonéale.

Cependant, il manque encore des études sur la tolérance cutanée, la mutagénicité et le potentiel de toxicité de l'huile essentielle lorsqu'elle est absorbée par voie orale.
La nigelle ne doit pas être confondue avec la nielle (Agrostemma githago), une plante messicole, redoutée pour sa toxicité.